# 北条時直 (時房流)
北条 時直（ほうじょう ときなお）は、鎌倉時代中期の北条氏の一門。
嘉禎3年（1237年）に式部大輔に叙任。寛元4年（1246年）から建長3年（1251年）まで遠江守となる。歌人としての才能があり、鎌倉幕府6代将軍宗尊親王の近臣として出仕し、新王主催の歌合の寄人を務める。嫡男・清時と共に、弘長3年（1263年）8月に開かれた連歌会、文永3年（1266年）3月30日、将軍御所で催された和歌会へ出座している（『吾妻鏡』）。
文永3年（1266年）7月、宗尊親王が廃され京都へ送還される際、北条宗頼や北条篤時と共に供奉人を務めた。